# Tiếng Hạ Saxon Hà Lan

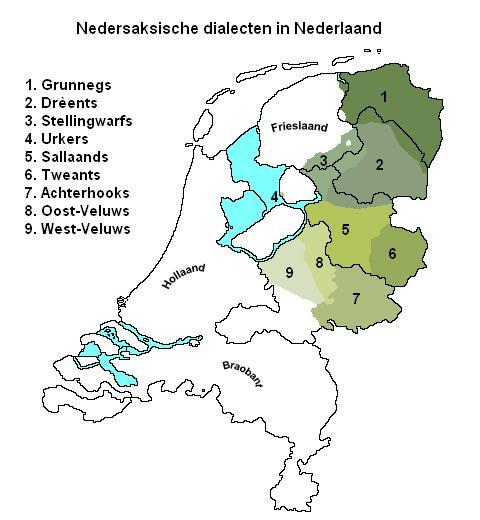
Các phương ngữ Hạ Saxon Hà Lan

Tiếng Hạ Saxon Hà Lan (tiếng Hà Lan: Nederlands Nedersaksisch; Dutch Low Saxon: Nederlaands Leegieaksies) là những phương ngữ Hạ Saxon Tây được nói ở đông bắc Hà Lan và được viết bằng biến thể chữ viết địa phương, phi chuẩn dựa trên chữ Hà Lan chuẩn. Sách đỏ các ngôn ngữ bị đe dọa của UNESCO liệt kê ngôn ngữ này là dễ bị tổn thương. Từ năm 1995 đến 2011, tỉ lệ người nói trưởng thành đã giảm từ 34% năm 1995 xuống còn 15% vào năm 2011. Số lượng người nói trẻ giảm trong cùng thời gian từ 8% xuống còn 2%. Theo một nghiên cứu năm 2005, 53% nói tiếng Hạ Saxon ở nhà và 71% có thể nói thứ tiếng này trong khu vực được nghiên cứu.

## Phân loại
Sự phân loại của tiếng Hạ Saxon Hà Lan không đồng nhất. Từ quan điểm diachronic, các phương ngữ Hạ Saxon Hà Lan chỉ đơn thuần là phương ngữ tiếng Hạ Đức Tây có bản xứ Hà Lan, trái ngược với các phương ngữ khu vực bên kia biên giới quốc gia với Đức. Một số phương ngữ Hạ Saxon Hà Lan như Tweant thể hiện các đặc điểm của tiếng Westphalia, một phương ngữ Hạ Đức Tây nói ở liền kề Bắc Đức.
Tuy nhiên, theo quan điểm đồng bộ nghiêm ngặt, một số nhà ngôn ngữ học đã phân loại tiếng Hạ Saxon Hà Lan là một phương ngữ tiếng Hà Lan. Ngoài ra, trên thực tế, tiếng Hạ Saxon Hà Lan, từ thế kỷ 17, đã chịu ảnh hưởng từ tiếng Hà Lan chuẩn, nhưng phương ngữ Hạ Saxon ở Đức chịu ảnh hưởng của tiếng Đức chuẩn. Tuy nhiên, các nghiên cứu gần đây đã chỉ ra rằng sự thông hiểu lẫn nhau không nhất thiết bị suy yếu và cơ bản vẫn như cũ.